# 遠藤五一
遠藤 五一（えんどう ごいち、1958年 - ）は、日本の篤農家。上和田有機米生産組合組合長。名稲会会員。『やまがた有機 農業の匠』。山形県『つや姫マイスター』。高畠町農業委員。菊池米食味向上技術指導員。アニメ作品『おもひでぽろぽろ』のモデルでもある。

## 人物
1958年、山形県東置賜郡高畠町佐沢の江戸時代から続く農家の12代目に生まれる。高校卒業後、家業に就いた。
1970年、『高畠町有機農業研究会』を設立。1986年、上和田有機米生産組合を設立。米・食味分析鑑定コンクール：国際大会、品種別部門金賞（2003年）。総合部門金賞（2004年・2005年・2006年）。2007年、ダイヤモンド褒賞で「名稲会」会員。2017年2月18日、舞台ファームグループと提携農家に栽培指導。6月14日、「やまがた有機農業の匠」に認定。

## 映画
- いのちを耕す人々[9][10]。

## 出演番組
- 出典[11]
- 日経スペシャル カンブリア宮殿『信念の米作り ～日本一うまい米を作る男～』（2007年11月26日、テレビ東京）[12]
- ヒルナンデス!（2016年10月12日、日本テレビ）
- 火曜サプライズ『二階堂ふみ＆坂口健太郎と調布ぶらり＆江原オリラジの悩み相談！』（2016年9月20日、日本テレビ）
- なないろ日和!『目指せ！冷蔵庫の達人～知って得する収納術＆最新！売れ筋情報』（2016年6月21日、テレビ東京）
- ザ!鉄腕!DASH!!（2015年6月14日、日本テレビ）
- 7スタLIVE（2015年4月17日、テレビ東京）
- ぐるぐるナインティナイン『秋の美食祭 ゴチ緊迫のクビ終盤戦＆日本の新米豊作SP』（2014年10月23日、日本テレビ）
- 虎ノ門市場（2012年10月20日、テレビ東京）

## 関連記事
- SHARE THE LOVE for JAPAN[13]
- 舞台ファーム[14]